# Craugastor rupinius
Craugastor rupinius es una especie de Anura de la familia Craugastoridae. Es nativo de El Salvador, Guatemala y el sur de México. La especie se ve amenazada por la destrucción de hábitat.

## Distribución y hábitat
Su área de distribución incluye la vertiente del Pacífico de Chiapas, Guatemala y el oriente de El Salvador. 
Su hábitat natural se compone de bosque premontano muy húmedo y bosque muy húmedo de tierras bajas. Su rango altitudinal se encuentra entre 400 y 2000 m s. n. m.